# Atletika na Letních olympijských hrách 1912
Atletika na Letních olympijských hrách v roce 1912, které se konaly ve švédském Stockholmu, zahrnovala 30 atletických disciplín, všechny pouze pro muže. Celkem bylo uděleno 92 medailí (32 zlatých, 31 stříbrných, 29 bronzových).

## Muži

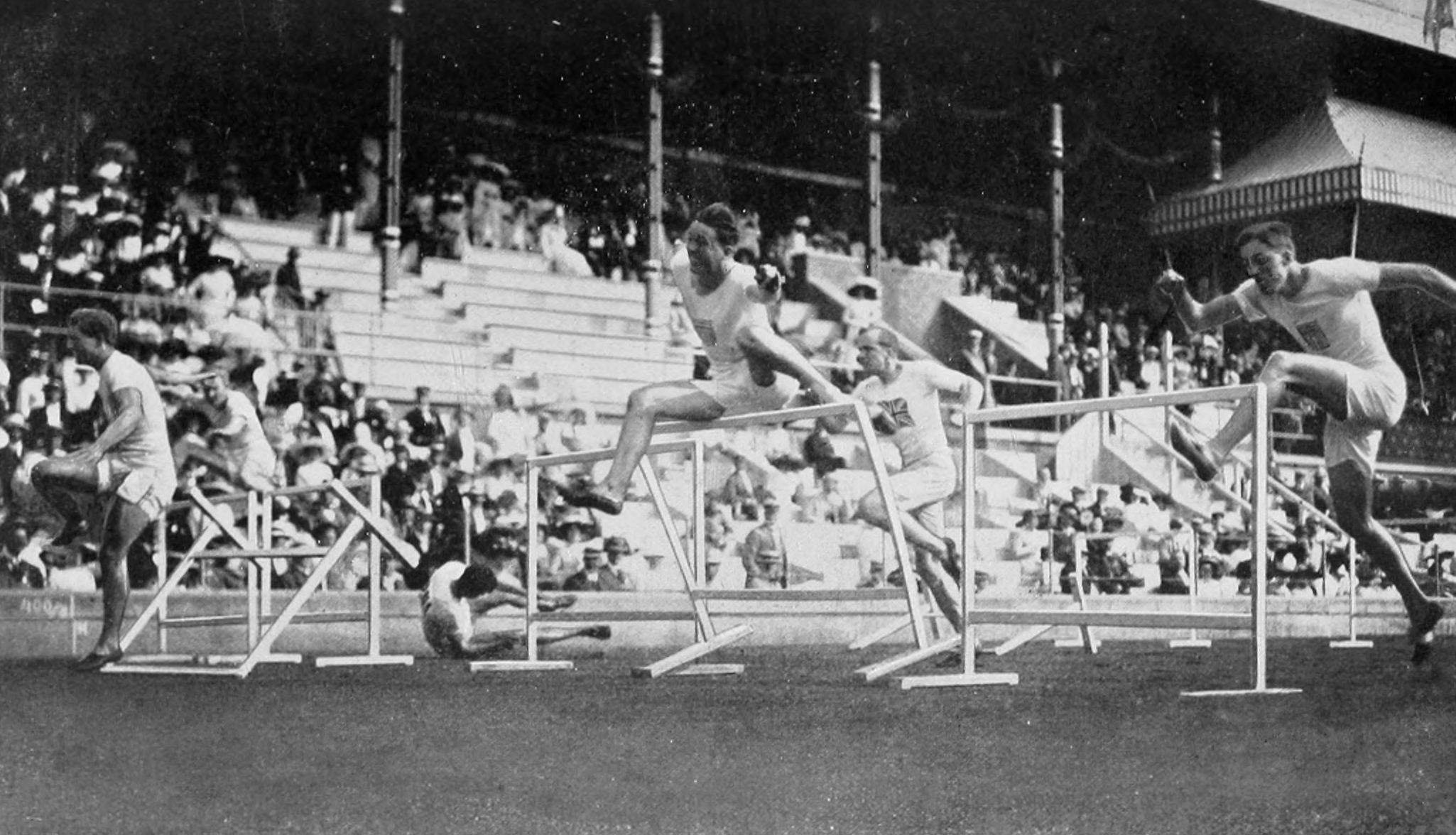
běh na 110 metrů překážek – finále

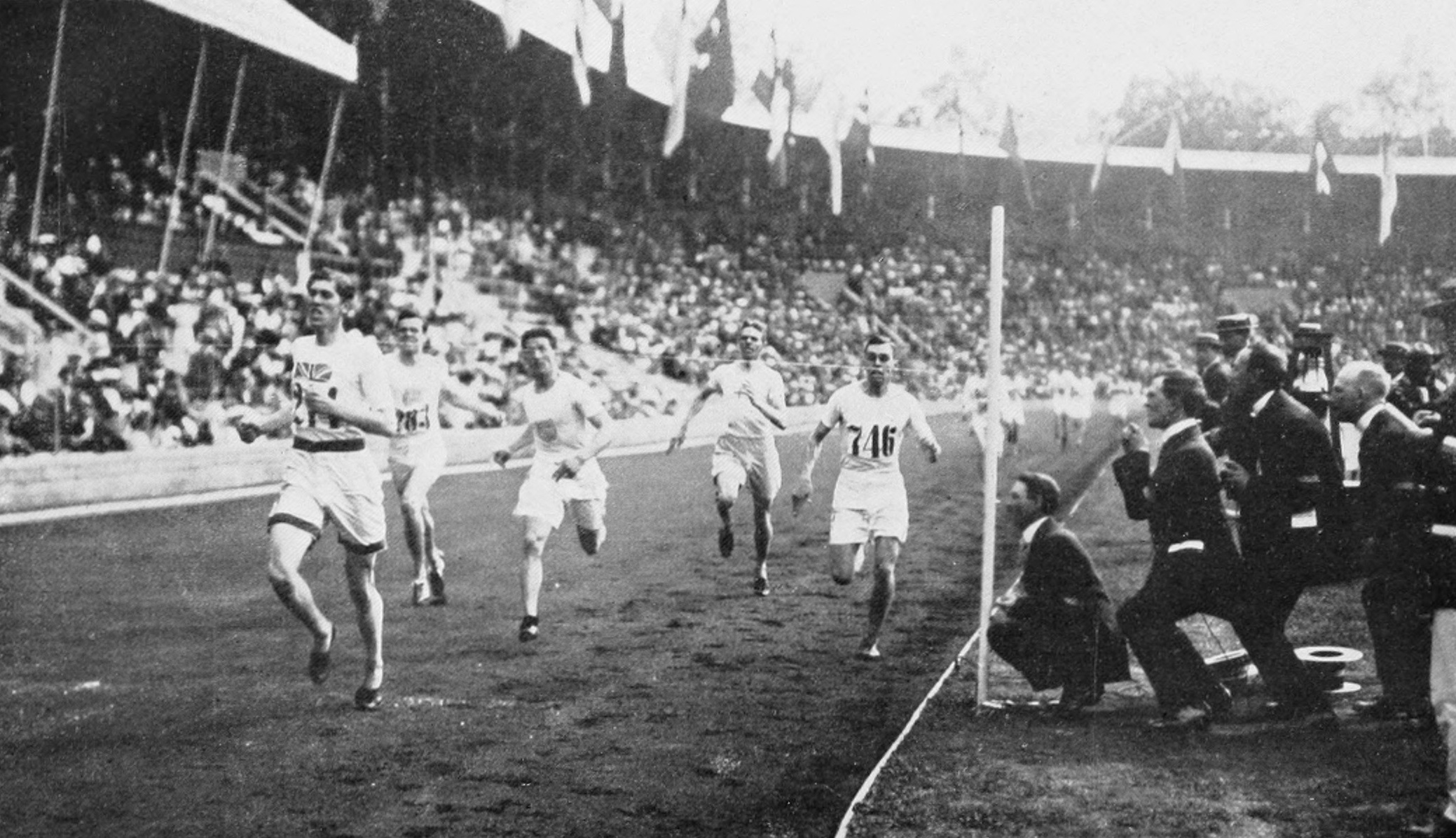
běh na 1500 metrů – finále

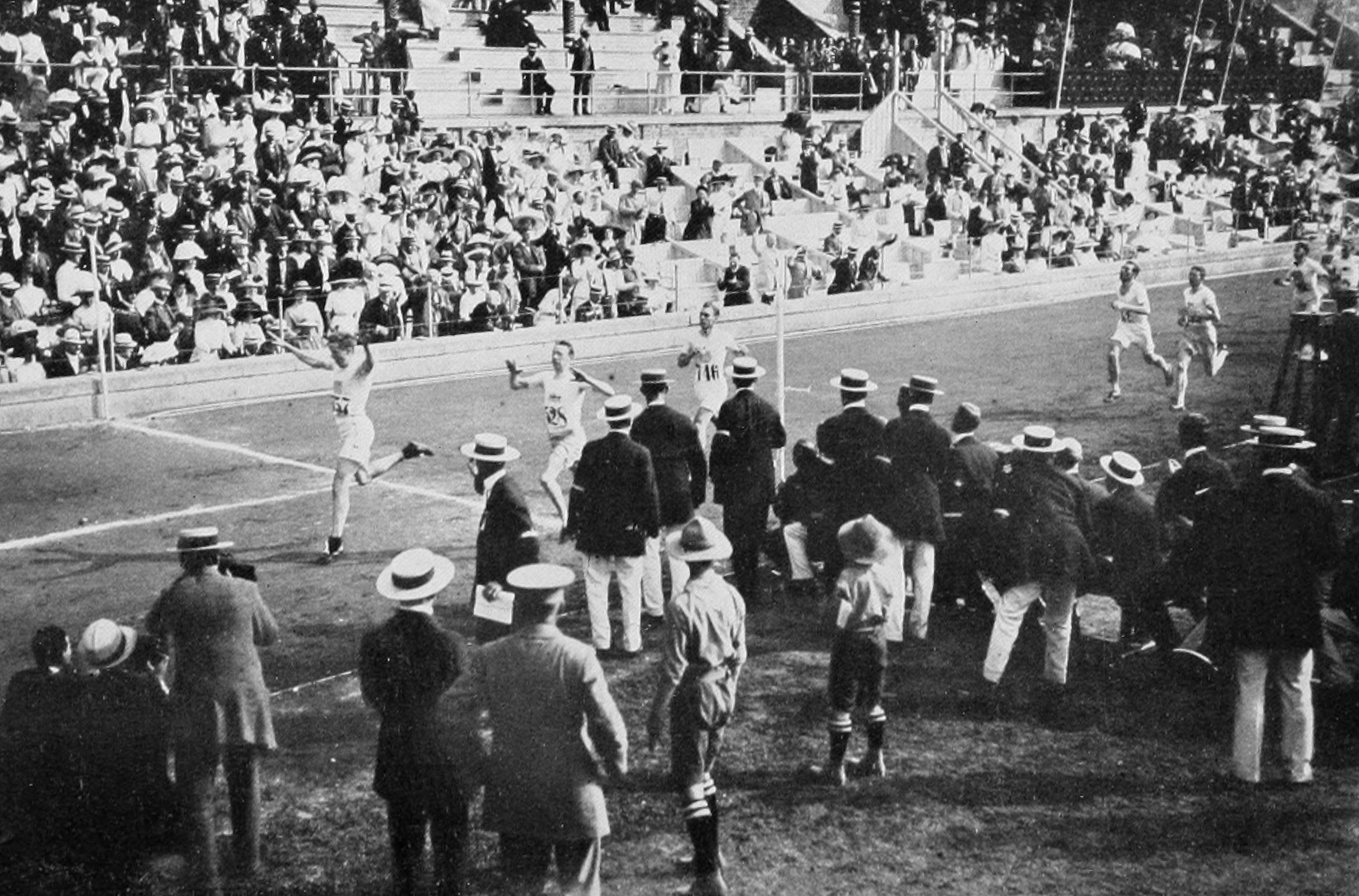
družstva 3000 metrů – finále

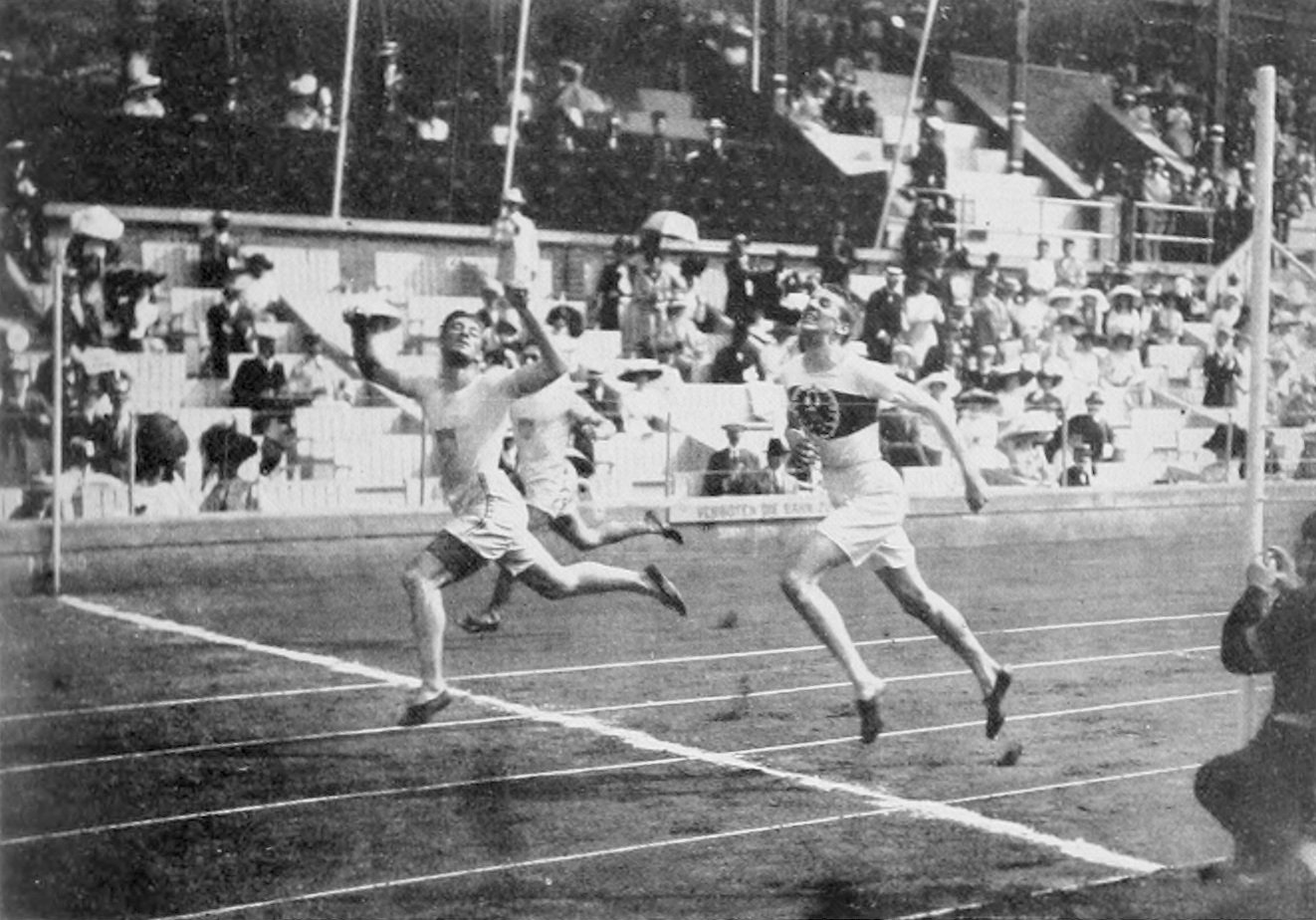
běh na 400 metrů – finále

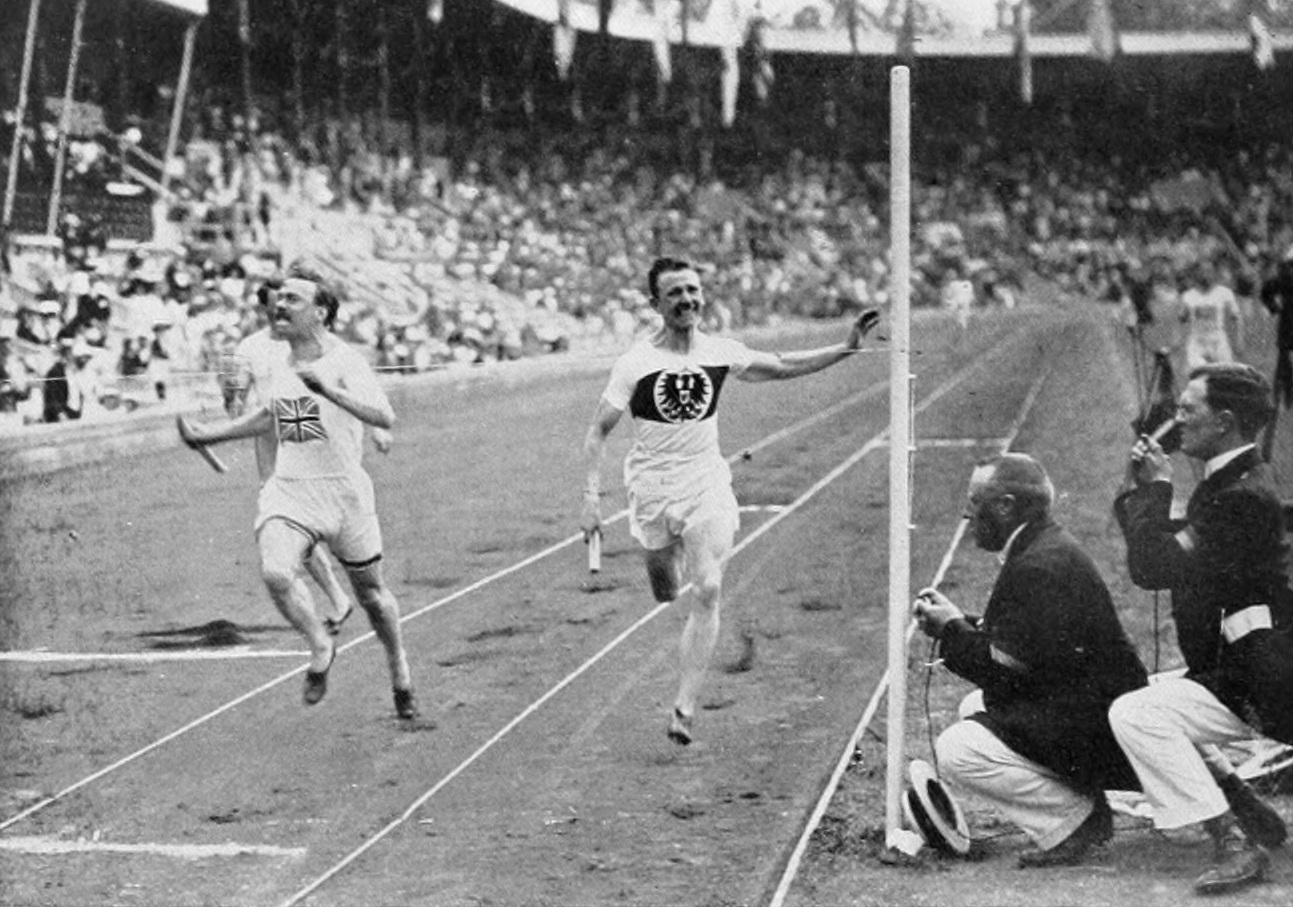
štafeta 4 × 100 metrů – finále

| Disciplína                  | Zlato                                                                                                | Stříbro                                                                                | Bronz |
| běh na 100 m                | Ralph Craig · Spojené státy americké (USA)                                                           | Alvah Meyer · Spojené státy americké (USA)                                             | Donald Lippincott · Spojené státy americké (USA)                                                         |
| běh na 200 m                | Ralph Craig · Spojené státy americké (USA)                                                           | Donald Lippincott · Spojené státy americké (USA)                                       | Willie Applegarth · Velká Británie (GBR)                                                                 |
| běh na 400 m                | Charles Reidpath · Spojené státy americké (USA)                                                      | Hanns Braun · Německo (GER)                                                            | Edward Lindberg · Spojené státy americké (USA)                                                           |
| běh na 800 m                | Ted Meredith · Spojené státy americké (USA)                                                          | Melvin Sheppard · Spojené státy americké (USA)                                         | Ira Davenport · Spojené státy americké (USA)                                                             |
| běh na 1500 m               | Arnold Jackson · Velká Británie (GBR)                                                                | Abel Kiviat · Spojené státy americké (USA)                                             | Norman Taber · Spojené státy americké (USA)                                                              |
| běh na 5000 metrů           | Hannes Kolehmainen · Finsko (FIN)                                                                    | Jean Bouin · Francie (FRA)                                                             | George Hutson · Velká Británie (GBR)                                                                     |
| běh na 10 000 metrů         | Hannes Kolehmainen · Finsko (FIN)                                                                    | Lewis Tewanima · Spojené státy americké (USA)                                          | Albin Stenroos · Finsko (FIN)                                                                            |
| 110 m překážek              | Fred Kelly · Spojené státy americké (USA)                                                            | James Wendell · Spojené státy americké (USA)                                           | Martin Hawkins · Spojené státy americké (USA)                                                            |
| 4 × 100 m štafeta           | Velká Británie (GBR) · Willie Applegarth · Victor d'Arcy · David Jacobs · Henry Macintosh            | Švédsko (SWE) · Knut Lindberg · Charles Luther · Ivan Möller · Ture Person             | nebyla udělena                                                                                           |
| 4 × 400 m štafeta           | Spojené státy americké (USA) · Edward Lindberg · Ted Meredith · Charles Reidpath · Melvin Sheppard   | Francie (FRA) · Pierre Failliot · Charles Lelong · Charles Poulenard · Robert Schurrer | Velká Británie (GBR) · Ernest Henley · George Nicol · Cyril Seedhouse · James Soutter                    |
| Družstva 3000 m             | Spojené státy americké (USA) · Tell Berna · George Bonhag · Abel Kiviat · Louis Scott · Norman Taber | Švédsko (SWE) · Bror Fock · Nils Frykberg · Thorild Olsson · Ernst Wide · John Zander  | Velká Británie (GBR) · William Cottrill · George Hutson · William Moore · Edward Owen · Cyril Porter     |
| Maratonský běh              | Kenneth McArthur · Jihoafrická unie (RSA)                                                            | Christian Gitsham · Jihoafrická unie (RSA)                                             | Gaston Strobino · Spojené státy americké (USA)                                                           |
| Chůze na 10 km              | George Goulding · Kanada (CAN)                                                                       | Ernest Webb · Velká Británie (GBR)                                                     | Fernando Altimani · Itálie (ITA)                                                                         |
| přespolní běh – jednotlivci | Hannes Kolehmainen · Finsko (FIN)                                                                    | Hjalmar Andersson · Švédsko (SWE)                                                      | John Eke · Švédsko (SWE)                                                                                 |
| přespolní běh – družstva    | Švédsko (SWE) · Hjalmar Andersson · John Eke · Josef Ternström                                       | Finsko (FIN) · Jalmari Eskola · Hannes Kolehmainen · Albin Stenroos                    | Velká Británie (GBR) · Ernest Glover · Frederick Hibbins · Thomas Humphreys                              |
| Skok daleký                 | Albert Gutterson · Spojené státy americké (USA)                                                      | Calvin Bricker · Kanada (CAN)                                                          | Georg Åberg · Švédsko (SWE)                                                                              |
| Trojskok                    | Gustaf Lindblom · Švédsko (SWE)                                                                      | Georg Åberg · Švédsko (SWE)                                                            | Erik Almlöf · Švédsko (SWE)                                                                              |
| Skok do výšky               | Alma Richards · Spojené státy americké (USA)                                                         | Hans Liesche · Německo (GER)                                                           | George Horine · Spojené státy americké (USA)                                                             |
| Skok o tyči                 | Harry Babcock · Spojené státy americké (USA)                                                         | Frank Nelson · Spojené státy americké (USA) Marc Wright · Spojené státy americké (USA) | William Halpenny · Kanada (CAN) Frank Murphy · Spojené státy americké (USA) Bertil Uggla · Švédsko (SWE) |
| Skok do dálky z místa       | Konstantinos Tsiklitiras · Řecko (GRE)                                                               | Platt Adams · Spojené státy americké (USA)                                             | Benjamin Adams · Spojené státy americké (USA)                                                            |
| Skok do výšky z místa       | Platt Adams · Spojené státy americké (USA)                                                           | Benjamin Adams · Spojené státy americké (USA)                                          | Konstantinos Tsiklitiras · Řecko (GRE)                                                                   |
| Vrh koulí                   | Patrick McDonald · Spojené státy americké (USA)                                                      | Ralph Rose · Spojené státy americké (USA)                                              | Lawrence Whitney · Spojené státy americké (USA)                                                          |
| Hod diskem                  | Armas Taipale · Finsko (FIN)                                                                         | Richard Byrd · Spojené státy americké (USA)                                            | James Duncan · Spojené státy americké (USA)                                                              |
| Hod kladivem                | Matt McGrath · Spojené státy americké (USA)                                                          | Duncan Gillis · Kanada (CAN)                                                           | Clarence Childs · Spojené státy americké (USA)                                                           |
| Hod oštěpem                 | Eric Lemming · Švédsko (SWE)                                                                         | Julius Saaristo · Finsko (FIN)                                                         | Mór Kóczán · Maďarsko (HUN)                                                                              |
| Vrh koulí – obouruč         | Ralph Rose · Spojené státy americké (USA)                                                            | Patrick McDonald · Spojené státy americké (USA)                                        | Elmer Niklander · Finsko (FIN)                                                                           |
| Hod diskem – obouruč        | Armas Taipale · Finsko (FIN)                                                                         | Elmer Niklander · Finsko (FIN)                                                         | Emil Magnusson · Švédsko (SWE)                                                                           |
| Hod oštěpem – obouruč       | Julius Saaristo · Finsko (FIN)                                                                       | Väinö Siikaniemi · Finsko (FIN)                                                        | Urho Peltonen · Finsko (FIN)                                                                             |
| Pětiboj                     | Ferdinand Bie · Norsko (NOR)                                                                         | James Donahue · Spojené státy americké (USA)                                           | Frank Lukeman · Kanada (CAN)                                                                             |
| Pětiboj                     | Jim Thorpe · Spojené státy americké (USA)                                                            | James Donahue · Spojené státy americké (USA)                                           | Frank Lukeman · Kanada (CAN)                                                                             |
| Desetiboj                   | Hugo Wieslander · Švédsko (SWE)                                                                      | Charles Lomberg · Švédsko (SWE)                                                        | Gösta Holmér · Švédsko (SWE)                                                                             |
| Desetiboj                   | Jim Thorpe · Spojené státy americké (USA)                                                            | Charles Lomberg · Švédsko (SWE)                                                        | Gösta Holmér · Švédsko (SWE)                                                                             |

1. 1 2  Medaile byly odebrány MOV v roce 1913, navráceny v 1982

## Medailové pořadí
| Umístění | Stát                         | Zlato | Stříbro | Bronz | Celkem |
| -------- | ---------------------------- | ----- | ------- | ----- | ------ |
| 1        | Spojené státy americké (USA) | 16    | 14      | 12    | 42     |
| 2        | Finsko (FIN)                 | 6     | 4       | 3     | 13     |
| 3        | Švédsko (SWE)                | 4     | 5       | 6     | 15     |
| 4        | Velká Británie (GBR)         | 2     | 1       | 5     | 8      |
| 5        | Kanada (CAN)                 | 1     | 2       | 2     | 5      |
| 6        | Jihoafrická unie (RSA)       | 1     | 1       | 0     | 2      |
| 7        | Řecko (GRE)                  | 1     | 0       | 1     | 2      |
| 8        | Norsko (NOR)                 | 1     | 0       | 0     | 1      |
| 9        | Francie (FRA)                | 0     | 2       | 0     | 2      |
| 9        | Německo (GER)                | 0     | 2       | 0     | 2      |
| 11       | Maďarsko (HUN)               | 0     | 0       | 1     | 1      |
| 11       | Itálie (ITA)                 | 0     | 0       | 1     | 1      |
|          |                              |       |         |       |        |
| Celkem   | Celkem                       | 32    | 31      | 31    | 94     |